# Morsicatio buccarum
Un morsicatio buccarum est une affection caractérisée par une irritation ou une lésion chronique de la muqueuse buccale (la paroi interne de la joue à l'intérieur de la bouche), causée par une mastication, une morsure ou un grignotage répétitifs.

## Signes et symptômes
Les lésions se situent sur la muqueuse, généralement de manière bilatérale dans la partie centrale de la muqueuse buccale antérieure et le long du plan occlusal (le niveau où les dents supérieures et inférieures se rencontrent). Parfois, la langue ou la muqueuse labiale (la paroi interne des lèvres) est affectée par une lésion similaire, appelée respectivement morsicatio linguarum et morsicatio labiorum. Il peut exister une linea alba coexistante, qui correspond au plan occlusal, ou une langue crénelée. Les lésions sont blanches avec un épaississement et une désquamation de la muqueuse, souvent combinés à des zones intermédiaires d'érythème (rougeur) ou d'ulcération. La surface est irrégulière, et les personnes peuvent occasionnellement avoir des sections de muqueuse qui se détachent.

## Causes
La cause est une activité parafonctionnelle chronique du système masticatoire, qui produit des dommages par frottement, écrasement et incision à la surface de la muqueuse, et, avec le temps, les lésions caractéristiques se développent. La plupart des gens connaissent une habitude de mastication des joues, bien qu'elle puisse être réalisée de manière subconsciente. Parfois, des dentiers mal conçus peuvent être la cause si l'occlusion initiale est altérée. Habituellement, les dents sont placées trop en avant facialement (c'est-à-dire en direction buccale et/ou labiale), en dehors de la « zone neutre », qui est le terme désignant la zone où l'arc dentaire est normalement situé, là où les forces latérales entre la langue et la musculature des joues sont en équilibre. Le soufflage du verre implique une succion chronique et peut produire une irritation similaire de la muqueuse buccale. Des dommages identiques ou plus graves peuvent être causés par l'automutilation chez les personnes atteintes de troubles psychiatriques, de déficiences intellectuelles ou de syndromes rares (par exemple, le syndrome de Lesch-Nyhan et la dysautonomie familiale).

## Diagnostic
Le diagnostic est généralement établi uniquement sur l'apparence clinique, et une biopsie n'est pas habituellement indiquée. L'apparence histologique est marquée par une hyperparakératose prononcée, produisant une surface irrégulière avec de nombreuses projections de kératine. Typiquement, il y a une colonisation bactérienne superficielle. Il peut y avoir des cellules vacuolisées dans la partie supérieure de la couche des cellules épineuses. Il existe une similitude entre cette apparence et celle de la leucoplasie chevelue buccale, de la linea alba et du leuco-œdème. Chez les personnes atteintes du virus de l'immunodéficience humaine, qui présentent un risque plus élevé de leucoplasie chevelue orale, une biopsie tissulaire peut être nécessaire pour différencier cette affection de la kératose frictionnelle due à la mastication des joues et de la langue.

### Classification
Morsicatio buccarum est un type de kératose frictionnelle. Le terme est dérivé des mots latins morsus signifiant « morsure » et bucca signifiant « joue ». Ce terme est décrit comme « un exemple classique de terminologie médicale qui s'égare ».
Le Manuel diagnostique et statistique des troubles mentaux, cinquième édition (DSM-5) classe l'affection sous « Autres troubles obsessionnels-compulsifs et apparentés spécifiés » (300.3) en tant que comportement répétitif centré sur le corps ; le DSM-5 utilise les termes plus descriptifs de morsure des lèvres et mastication des joues (p. 263) au lieu de morsicatio buccarum.

## Traitement
Les lésions sont inoffensives ; aucun traitement n'est indiqué au-delà d'une simple réassurance, sauf si la personne le demande. Le traitement le plus courant et le plus simple est la fabrication d'une prothèse en acrylique spécialement conçue qui recouvre les surfaces de morsure des dents et protège la joue, la langue et la muqueuse labiale (un protège-dents). Celle-ci est soit utilisée à court terme dans l'intention de briser l'habitude, soit de manière plus permanente (par exemple, en portant la prothèse chaque nuit pendant le sommeil). Une intervention psychologique est également tentée, certaines études rapportant des résultats négatifs, tandis que certaines personnes semblent bénéficier de procédures comportementales impliquant une Thérapie d'inversion des habitudes et un découplage.

## Épidémiologie
Ce phénomène est assez courant, un adulte sur 800 présentant des signes de lésions actives à un moment donné. Il est plus fréquent chez les personnes qui subissent du stress ou des conditions psychologiques. La prévalence chez les femmes est le double de celle chez les hommes, et il est deux à trois fois plus fréquent chez les personnes âgées de plus de trente-cinq ans.